# مدار (إب)
مدار هي إحدى قرى الجمهورية اليمنية. تتبع جغرافيا لمحافظة إب وإداريًا لمديرية النادرة. يبلغ تعداد سكانها 1070 نسمة حسب الإحصاء الذي أجري عام 2004.